# Minox

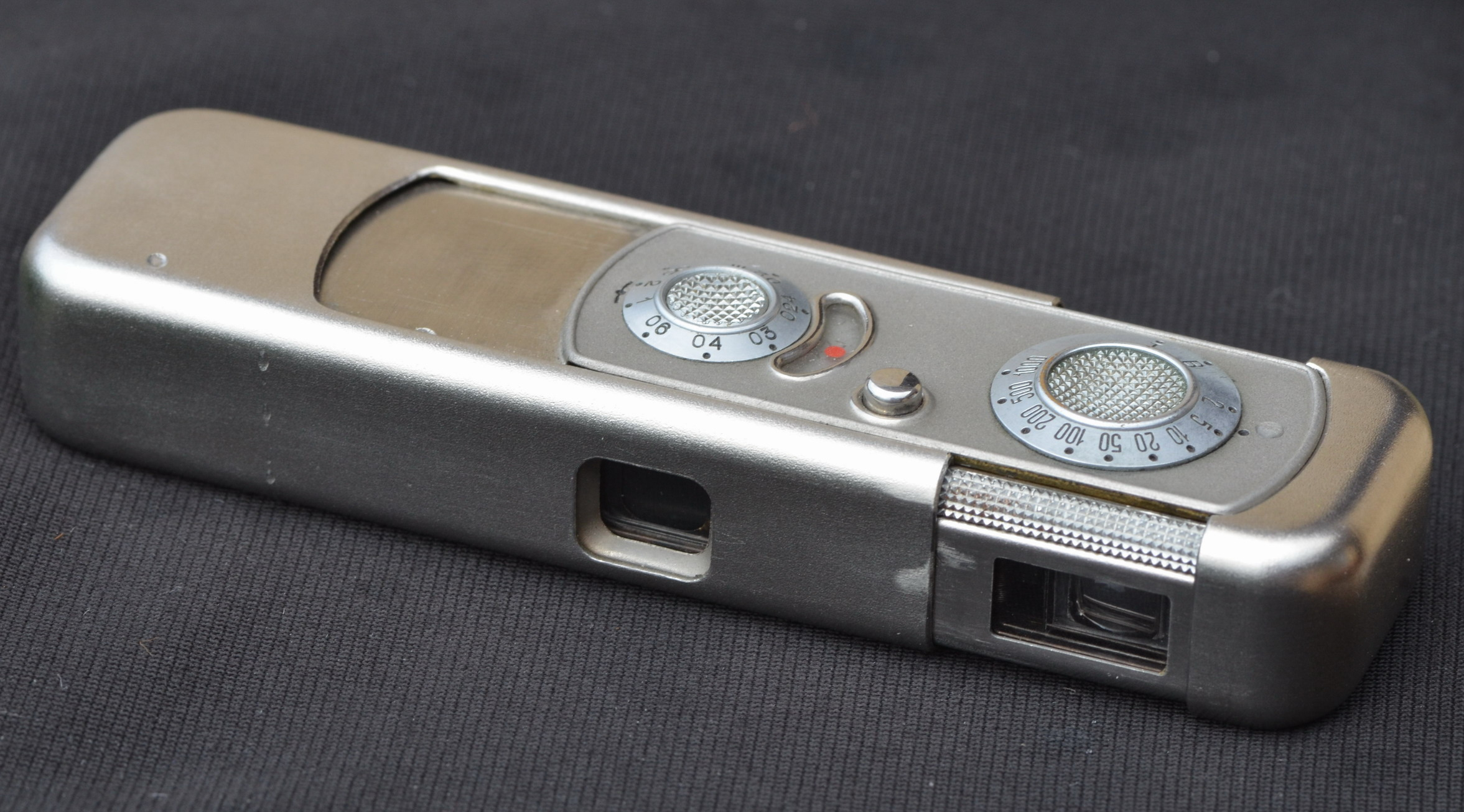
Minox Riga con objetivo Minostigmat 1:3,5 F=15

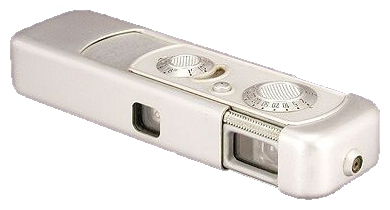
Minox A

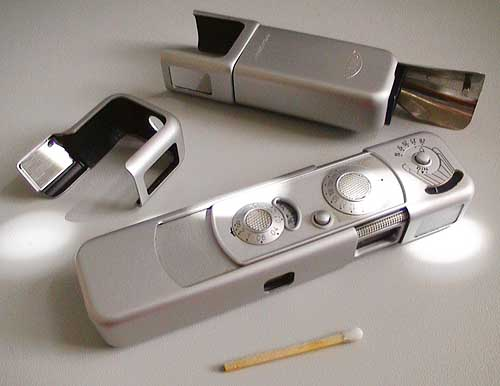
Minox B

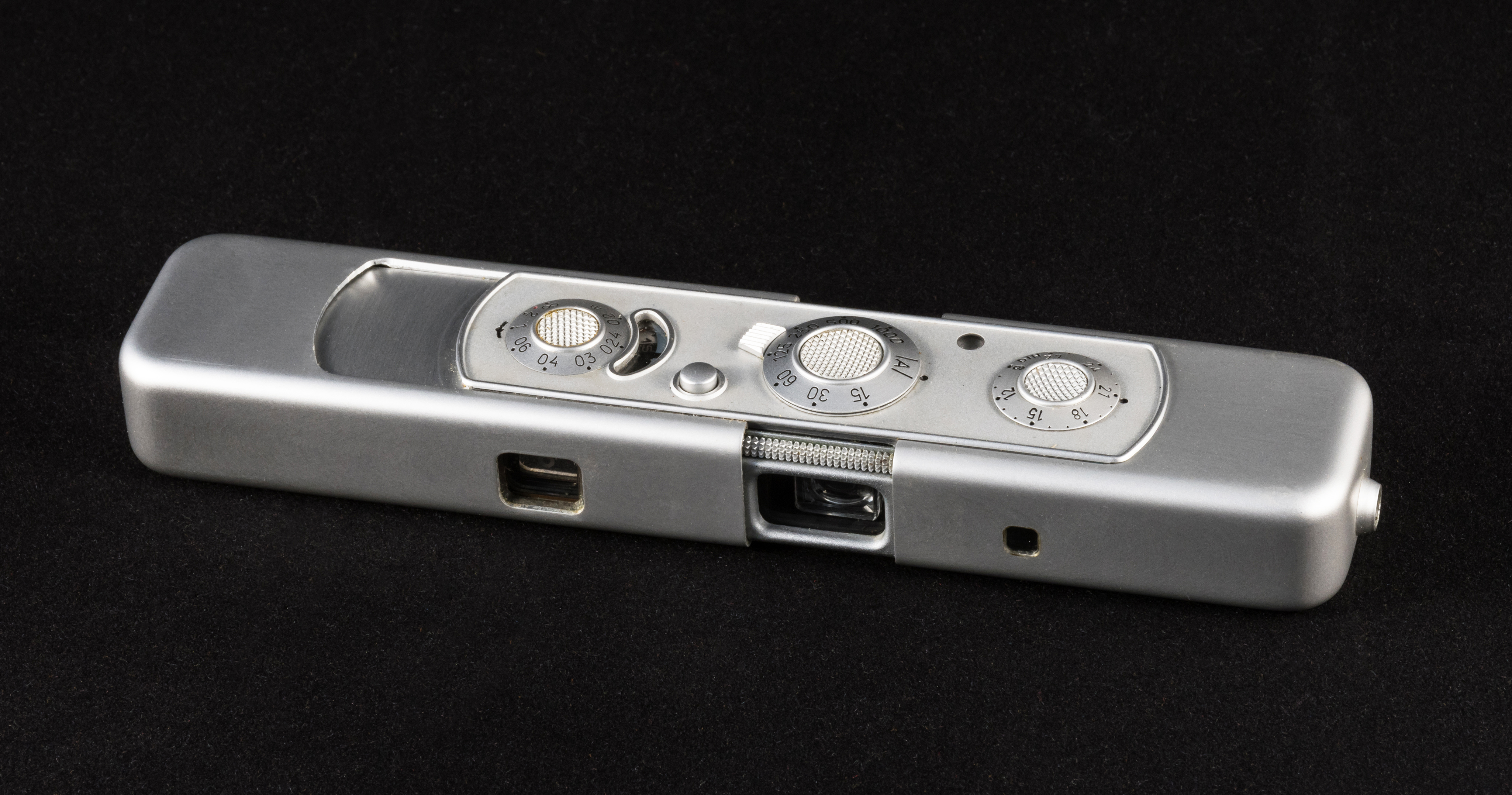
Minox C

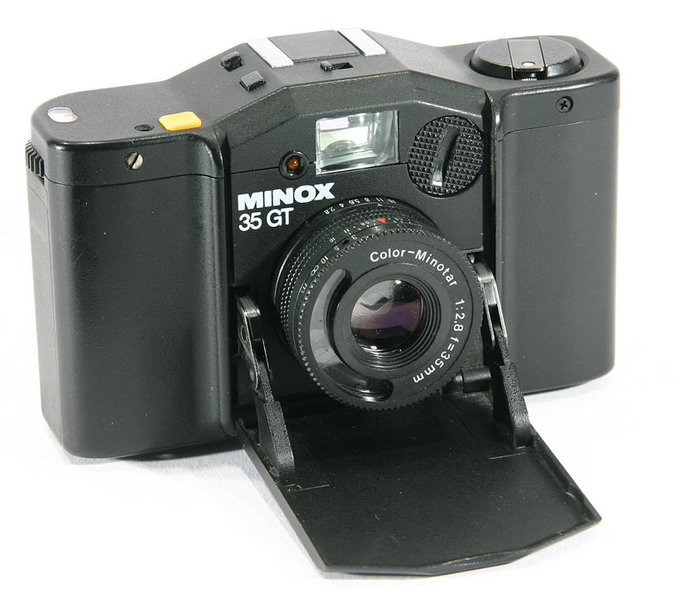
Minox 35 GT

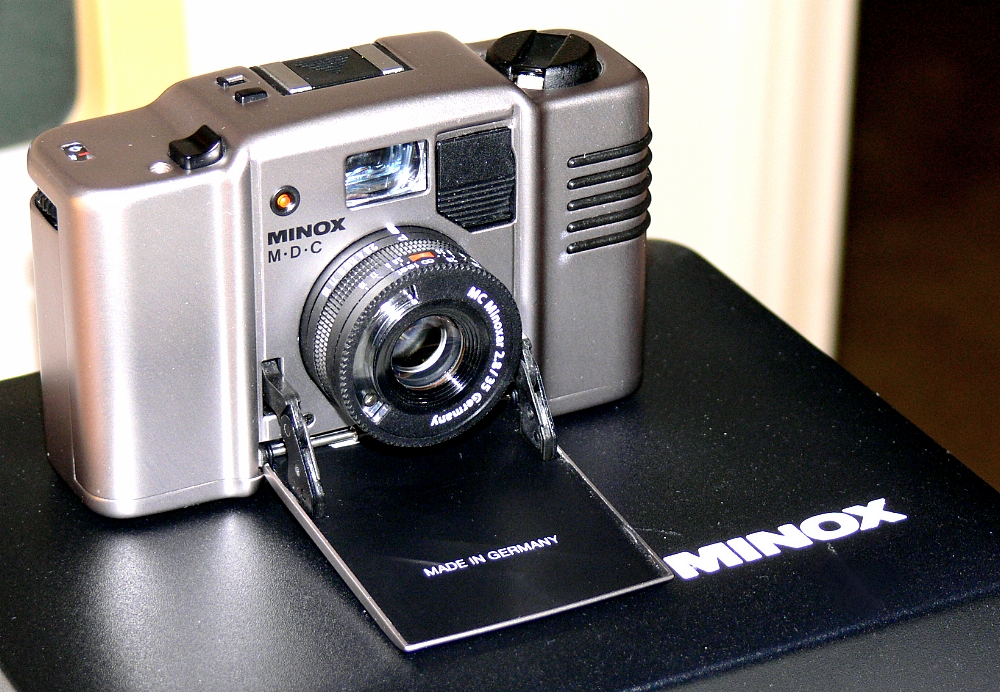
Minox 35 MDC

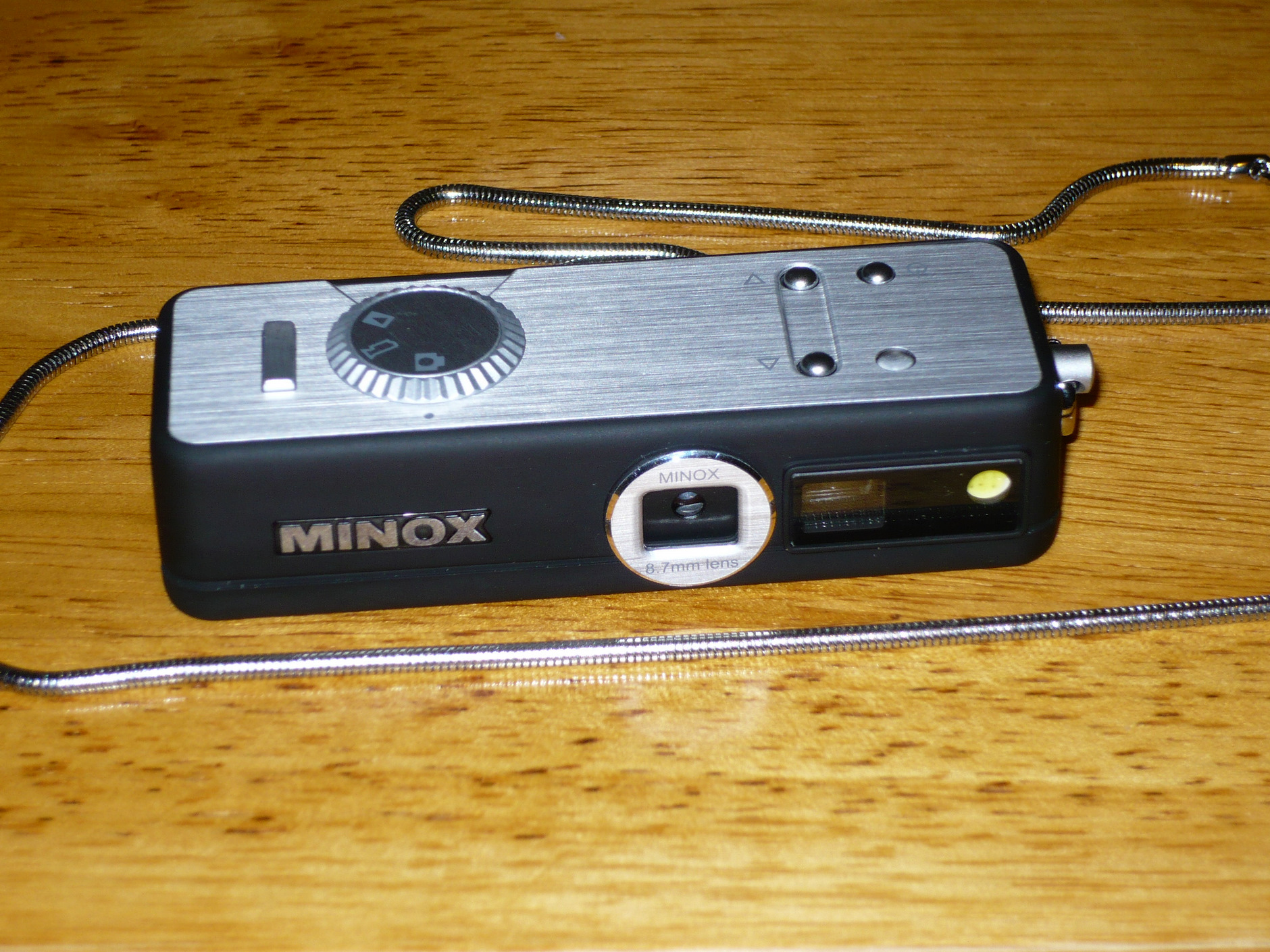
Minox DSC

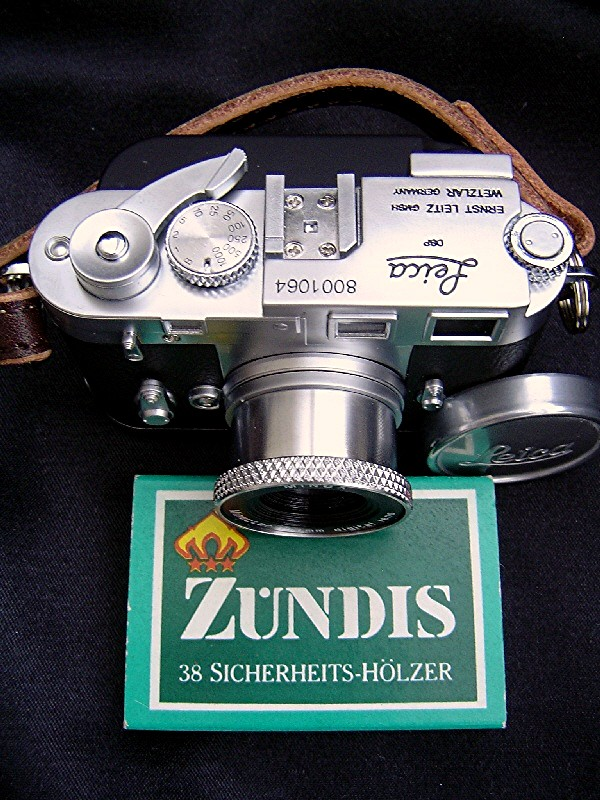
Minox-Leica M3
Maqueta a escala de este conocido modelo

Minox es una empresa alemana dedicada a la fabricación de instrumentos ópticos de precisión y cámaras fotográficas, fundamentalmente conocida por sus cámaras de pequeño tamaño y su uso para el espionaje, aunque este no era el fin para el que había sido pensada por su creador, el báltico alemán Walter Zapp.

## Historia
En la ciudad estonia de Tallin se fabricó un primer prototipo Minox en 1936, pero el primer modelo (la Riga Minox) fue diseñada y fabricada en 1936 en Riga (Letonia) por el germano letón Walter Zapp. Debido a su pequeño tamaño (negativo de 8 X 11mm), su sencillo uso y la facilidad de cargar su carrete, fue un éxito comercial desde el primer momento. Estas mismas características, en un periodo de guerra, fueron las que la encumbraron como cámara de espionaje, siendo además muy adecuada para fotografiar documentos, ya que su distancia mínima de enfoque era de 20 cm.
El primer modelo se fabricó en la fábrica VEF (Valsts elektrotehniskā fabrika) de electrónica hasta el año 1943, pero tras la Segunda Guerra Mundial y el paso de la región a la Unión Soviética Walter Zapp huyó con la patente a la República Federal Alemana y abrió una nueva fábrica en Wetzlar, localidad en la que precisamente había tradición en el gremio, siendo, por ejemplo, sede de la empresa Leica.
Durante la década de los 70 la empresa llegó a su máximo apogeo, alcanzando los 1000 trabajadores.

## Modelos

### Formato de 8 × 11 mm
- Ur (1936 - (prototipo)
- Riga o AI (1938-1945/1946-1948)
- AII (1948-1950)
- AIII (1951-1953)

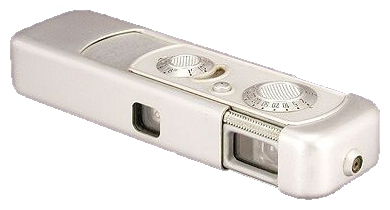
Minox A IIIs

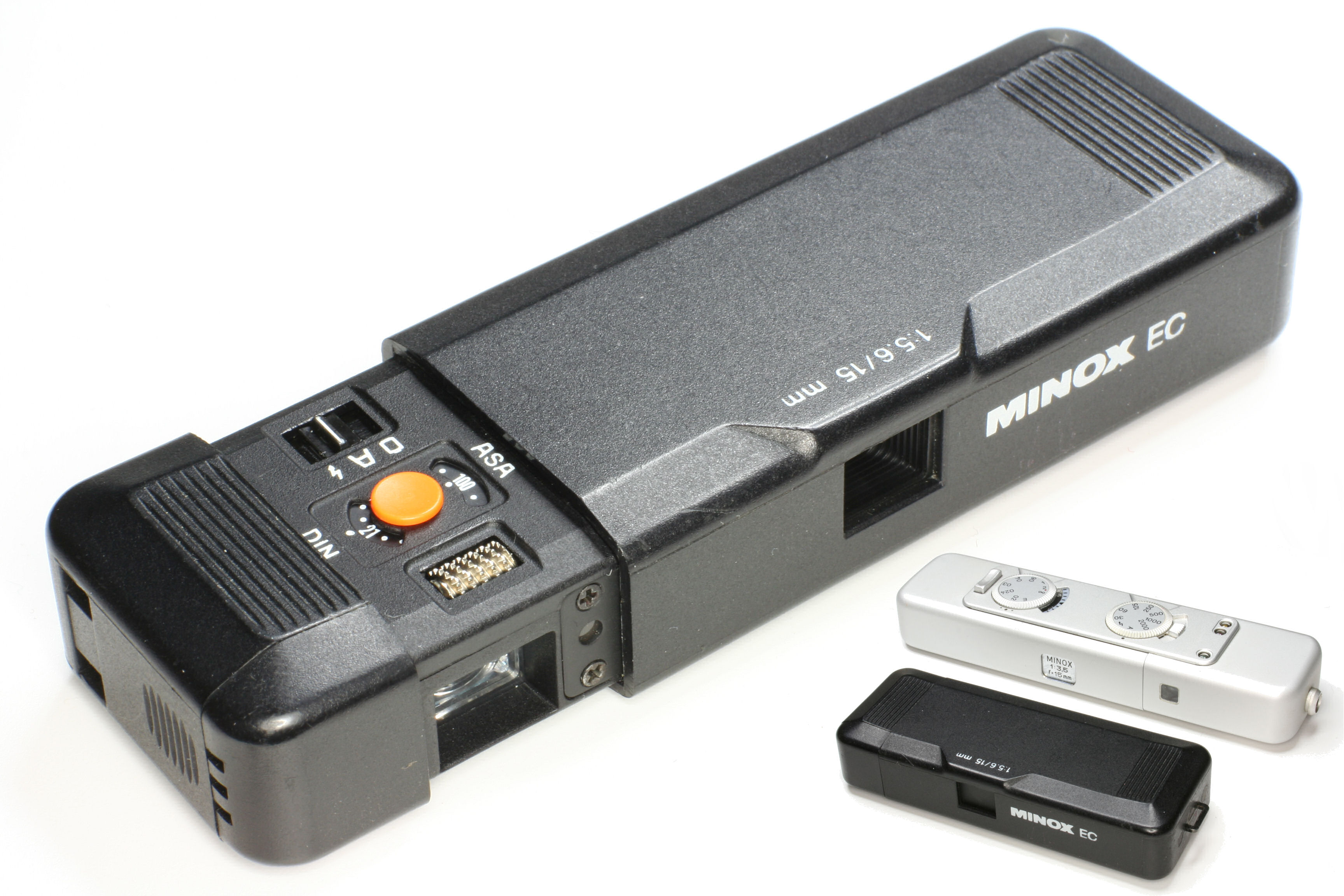
Minox EC

- AIIIs (1954-1969) - (con sincronización para flash)
- B (1958 - 1972) - (exposímetro al selenio)
- C (1969-1976)
- BL (1972-1973) - (exposímetro al CdS)
- LX (1978-1995)
- EC (1981-1995)
- ECX (1998-2004)
- TLX, CLX, LX (1995-2005)

### Formato de 24 × 36 mm (universal)

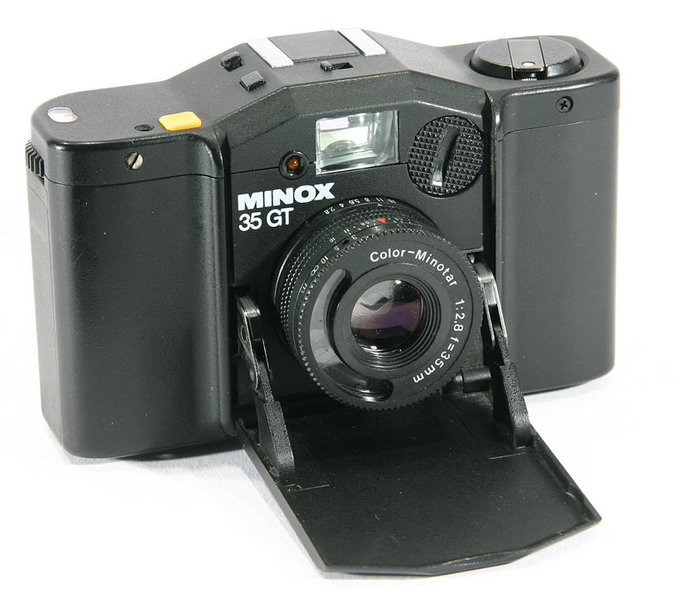
Minox 35 GT

- EL (1974)
- GL (1979–1981)
- GT  (1981–1991)
- GT-Golf (1984)
- GT-E (1988–1993)
- GSE (1991–1994)
- PL  (1982–1983)
- ML (1985–1995)
- AL (1987–1988)
- AF  (1988–1990)
- MB (1986–1999)
- MB Touring (1990)
- Goldknopf (1991–1993)
- MDC (1992–1995)
- MDC Collection  (1993–1994)
- GT-X (1998–1999)
- GT-E(II) (1998–2001)
- GT-S (1998–2004)